# Солнечный (Кемеровский район)
Солнечный — посёлок сельского типа в Кемеровском районе Кемеровской области, входит в Щегловское сельское поселение.
Находится к северу от города Кемерово, в 29 километрах, на реке Каменка (левый приток Томи), высота над уровнем моря 138 м. Ближайшие населённые пункты — посёлок Кедровка (административный район Кемерово) в 6,5 км восточнее, посёлок Щегловский в 4,5 км на северо-запад и деревня Старая Балахонка в 5 км на запад. С Кемерово посёлок связан автобусным сообщением, в Солнечном 3 улицы — Заречная, Новая и Центральная и Центральный переулок.

## История
В 1964 г. Указом Президиума ВС РСФСР поселок бригады № 3 совхоза «Щегловский» переименован в Солнечный.

## Население
| 2010 |
| ---- |
| 186  |